# Крекінг-установки Алтона
Крекінгу-установки Алтона — складові частини нафтохімічного майданчика на південному сході Австралії, які належать компанії Qenos (спільне підприємство ExxonMobil та місцевої Orica).
Історія виробництва олефінів у розташованій на південно-західній околиці Мельбурна Алтоні почалась в 1961 році із запуску установки парового крекінгу SCAL 1. Розрахована на використання газойлю, вона первісно мала потужність у 45 тисяч тонн етилену на рік, яку в подальшому збільшили до 80 тисяч тонн. Споживачами цього олефіну були запущені в тій же Алтоні завод поліетилену компанії Union Carbide,  завод дихлориду етилену компанії Dow Chemicals (діяв до 1982-го) та належне останній виробництво стирену.
Піроліз важкої сировини призводив також до виходу великої кількості інших ненасичених вуглеводнів — 50 тисяч тонн пропілену та 21 тисячі тонн бутадієну. Саме виробництво останніх, які спрямовувались на лінію поліпропілену (45 тисяч тонн) та заводи стирен-бутадієнового (25 тисяч тонн) і бутадієнового (10 тисяч тонн) каучуку, підтримувало економіку виробництва в умовах конкуренції з піролізними установками на зріджених вуглеводневих газах.
Після закриття у 2000-му заводу стирен-бутадієнового каучуку ще сильніше постало питання рентабельності, що призвело до переведення з 2006-го SCAL 1 на піроліз етану з невеликою часткою зрідженого нафтового газу. Тепер установка могла виробляти 95 тисяч тонн етилену, лише 10 тисяч тонн пропілену та 10 тисяч тонн бутену. Це призвело до продажу у 2005-му лінії поліпропілену компанії Basell, яка невдовзі закрила її, проте продовжує приймати зазначену тільки що невелику кількість пропілену для полімеризації на іншому своєму виробництві у Джилонзі (живиться переважно поставками з місцевого НПЗ).
Переведення на етан було можливе завдяки наявності на майданчику цієї сировини, що постачалась по етанопроводу Лонг-Айленд — Алтона. Останній подавав сировину для установки парового крекінгу SCAL 2, введеної в експлуатацію у 1970 році саме з розрахунку на газ із офшорних родовищ у Бассовій протоці, розробка яких тільки-но починалась. Первісно вона мала потужність у 100 тисяч тонн етилену на рік, яка далі була збільшена до 115 тисяч тонн.
Вироблений на майданчику етилен споживається двома лініями поліетилену високої щільності загальною потужністю 205 тисяч тонн.